# Misato Koide
Misato Koide, född 23 september 1978, är en japansk bågskytt. Hon deltog vid olympiska sommarspelen 1996.